# マーキュリー・アトラス2号
マーキュリー・アトラス2号（マーキュリー・アトラス2ごう、英: Mercury-Atlas 2、以下MA-2とも記述）は、1961年2月21日 14:10UTCにフロリダ州ケープ・カナベラルの14番複合発射施設から発射された。
この飛行の目的は、第一に宇宙船が臨界温度での発射中止の状況で大気圏再突入に耐えられるか、第二にアトラスロケットが適切な軌道投入を行う能力を持っているのかということへの懸念に対するものであった。ロケットの製造元であるコンベア社は、以後の飛行ではより厚い外板を持ったアトラス機を送ると約束していたが、この飛行で使用された67D型ミサイルは薄い外板を使った最後のモデルであったため、マーキュリーの飛行で使用するには改良を施す必要があった。そのため同社は、機体の502と510と呼ばれる部分の間にステンレス製の強化バンドを巻いて補強していた。また強化バンドとタンクの外壁の間には、薄いアスベストのシートが挟まれていた。これらの改良は、前回のマーキュリー・アトラス1号 (MA-1) のような失敗を予防するために行われた。また飛行軌道もMA-1からは若干変更され、空気抵抗を和らげるべく、よりなだらかなものにされていた。
アトラスロケットは、曇って霧の立ちこめた天候だったMA-1の飛行のときとは全く異なり、2月の晴れわたった蒼天の中を上昇していった。機体がマックスQ (最大動圧点) を無事に通過した瞬間、司令室で固唾をのんで見守っていたスタッフからは「大歓声」がわき起こった。MA-2は17分56秒で成功裏に弾道軌道を飛行し、任務を終えた。最高高度は183 キロメートル、最大速度は時速21,287 キロメートル、最大加速度は15.9 g (156 m/s²) で、機体の重量は 1,154 キログラムだった。試験の目的はすべて達成されたが、タンク内の燃料の揺動がわずかに問題として残された。宇宙船は発射場から2,305 キロメートル離れた洋上で回収された。
マーキュリー・アトラス2号で使用された機体は宇宙船が6号機、アトラスロケットが67-D号機だった。宇宙船は、現在はテキサス州ヒューストンのヒューストン自然科学博物館 (Houston Museum of Natural Science) に展示されている。